# Jana Eyrová

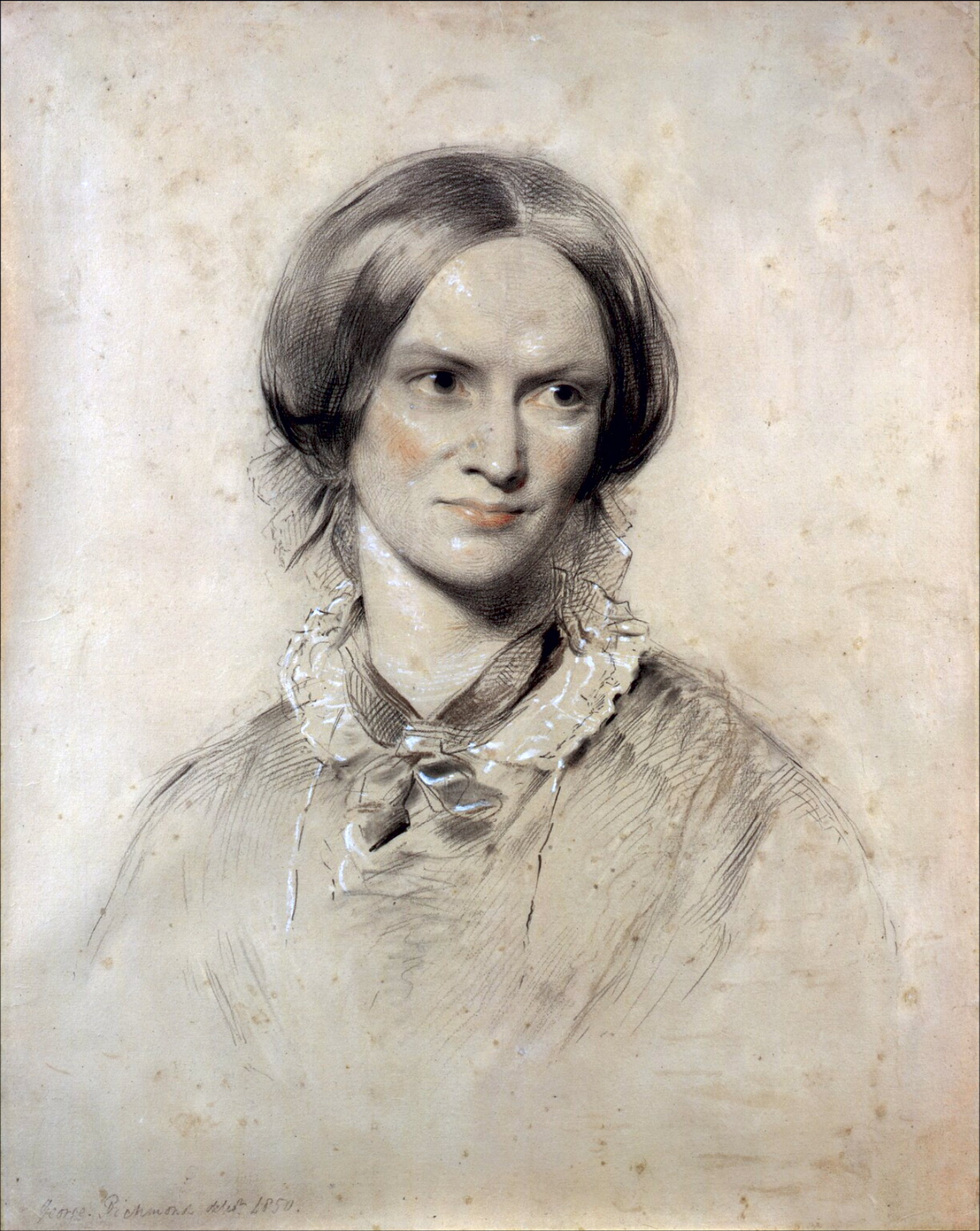
Charlotte Brontëová na obraze George Richmonda

Jana Eyrová je román anglické spisovatelky Charlotte Brontëové, který vydala v roce 1847 pod pseudonymem Currer Bell.
Kniha se dočkala okamžitého úspěchu u kritiky i čtenářů, velký obdiv na její adresu vyslovil např. William Makepeace Thackeray, kterému Charlotte Brontëová poté věnovala druhé vydání. Román inspiroval řadu dalších umělců a patří k největším klenotům klasické světové literatury. O jeho významu svědčí i vznik cca 30 filmových, televizních a muzikálových adaptací.
Román je na tehdejší poměry velice pokrokový, protože nekopíruje pouze zásady romantismu, ale objevují se v něm i nové, realistické a gotické prvky a motivy.

## Děj románu
Jana Eyrová byla dcerou chudého pastora a ženy z dobře situované rodiny, kterou otec Reed vydědil za to, že si nevybrala bohatého ženicha. Oba rodiče jí jako malé holčičce zemřeli na tyfus. Pětiletého sirotka se ujala jediná příbuzná, teta paní Reedová, která slíbila svému manželovi – bratrovi Janiny matky – než zemřel, že se o malou Janu postará. Přivezla ji do rodinného sídla Gateshead, kde už měla tři své děti – dvě děvčátka a jednoho chlapce. Ať Jana dělala cokoli, nikdy se to tetě nelíbilo a nikdy se jí nezavděčila. Její děti Janu šikanovaly, děvčátka jí opovrhovala a Jan trápil Janu nejen duševně, ale i fyzicky. Leckdy ji uhodil, když se nikdo nedíval, bral jí její oblíbené věci, žaloval a donášel. Jednoho dne to Jana nevydržela, a když jí Jan sebral i oblíbenou knihu a uhodil ji, vrhla se na něho. Přivolaná teta vzala Janu a odvedla ji do pokoje svého zemřelého manžela, kde ji na noc zamkla. Pro Janu byl pokoj plný děsu a strachu, měla hrůzu ze tmy a zdálo se jí, že tam je duch mrtvého pana Reeda. Zhroutila se a omdlela, našla ji služebná Bětuše. Byl přivolán lékárník, který radil změnu prostředí. Teta Reedová se po této zkušenosti rozhodla, že Janu ihned pošle do nějaké vzdálené internátní školy, aby se jí navždy zbavila. Jakmile se malá Jana z nervového zhroucení uzdravila, poslali ji do školy v Lowoodu.
Tam měly dívky velmi přísný režim a byly i fyzicky trestány. Ředitel školy dbal na církevní dozor a křesťanskou pokoru žákyň, na dívkách velmi šetřil, dostávaly malé porce jídla, strádaly zimou, neboť jim málo topil a měly nedostatečné oblečení. Každé ráno se myly ve studené vodě a vlasy musely mít staženy úhledně do drdolu. Každé odpoledne trávily povinně hodinu na zahradě, a to i v nejnevlídnějším a nejhorším počasí. Jana si našla kamarádku Helenu, která byla chytrá a hodná. Věřila v Boha a dodávala Janě sílu, aby vůbec zvládla utrpení ve škole. Na Helenu si však zasedly všechny učitelky vyjma ředitelky, která ji měla naopak ráda. Helena si nikdy nepostěžovala. Náročné hodiny ve škole, všudypřítomná zima a odpoledne trávená v mrazivé zahradě přispěly k tomu, že se ve škole rozmohly nemoci. Na jednu z nich Helena umírá.
Jana jako jedna z mála přečkala zlé časy, a dokonce se na dva roky stala učitelkou. Po dvou letech si podala inzerát a ozvala se jí paní Fairfaxová ze šlechtického sídla v Thornfieldu.
Osmnáctiletá Jana se tak dostala do rodiny Rochesterů a ujala se výchovy malé Adélky. Postupem doby se zamilovala do pana Rochestera a city mladé vychovatelky byly opětovány. V té době se Jana dozvídá, že její teta, paní Reedová, která ji poslala do lowoodské školy a ztratila o ni zájem, umírá a chce Janu ještě na smrtelné posteli vidět. Jana odjíždí a dozví se od ní, že její jediný žijící příbuzný ji před několika lety hledal jako jediného dědice. Když se pak vrátí domů, pan Rochester Janu požádá o ruku. V den svatby se však vyjeví skutečnost, že Rochester je již 15 let ženatý se šílenou Bertou (rozená Masonová), kterou drží pod zámkem na půdě svého domu.
Nešťastná Jana z Rochesterova sídla uprchne, seznámí se náhodou s příbuznými, o nichž neměla tušení, a po strýci zdědí velké peníze. Z náhlého popudu vidět ještě milovaného Rochestera, kterého musela proti své vůli opustit, se vrací do Thornfieldu, kde zjistí, že v domě vypukl požár, který založila bláznivá Rochesterova žena, a sídlo vyhořelo. Při požáru se Rochesterova žena zabila skokem z terasy. On se snažil zachránit ji, ale přišel při tom o oko, a navíc mu museli amputovat ruku. Nakonec Rochester oslepl úplně a přestěhoval se proto s nejvěrnějšími sluhy do odlehlého malého domu, kde ho nachází Jana a i přes jeho postižení se rozhodne si ho vzít. Postupem času se Rochesterovi začíná vracet zrak. Manželé spolu žijí šťastně, dočkají se i potomstva.

## Filmové a televizní adaptace (výběr)
- Jana Eyrová (org. Jane Eyre) – americké romantické drama z roku 1944, v hlavních rolích Joan Fontaine a Orson Welles. Režie Robert Stevenson
- Jana Eyrová (org. Jane Eyre) – britské romantické drama z roku 1970, v hlavních rolích Susannah York a George C. Scott. Režie Delbert Mann
- Jana Eyrová – český televizní čtyřdílný miniseriál režisérky Věry Jordánové z roku 1973. V hlavních rolích Marta Vančurová, Jan Kačer.
- Jana Eyrová (org. Jane Eyre) – britský romantický seriál z roku 1983, v hlavních rolích Zelah Clarke a Timothy Dalton. Režie Julian Amyes
- Jana Eyrová (org. Jane Eyre) – britské romantické drama z roku 1996, v hlavních rolích Charlotte Gainsbourg a William Hurt. Režie Franco Zeffirelli
- Osudová láska Jany Eyrové (org. Jane Eyre) – britský čtyřdílný miniseriál režisérky Susanna White z roku 2006. V hlavních rolích Ruth Wilson a Toby Stephens.
- Jana Eyrová (org. Jane Eyre) – americké romantické drama z roku 2011, v hlavních rolích Mia Wasikowska a Michael Fassbender. Režie Cary Joji Fukunaga

## Divadelní a rozhlasové adaptace (výběr)
- 1997, Český rozhlas, četba na pokračování, překlad: Jarmila Fastrová, četla Marta Vančurová, dramaturgie: Eva Ruxová, režie Markéta Jahodová.
- 2021, Městská divadla pražská, činohra
- 2021, Městské divadlo Brno, muzikál